# Мишо, Тьерри
Тьерри Мишо (фр. Thierry Michaud; 11 сентября 1963, Йер) — французский мототриалист, 3-кратный чемпион мира по мототриалу, 6-кратный чемпион Франции, 4-кратный победитель «Триала Наций» в составе команды Франции.

## Спортивная карьера
Первым транспортным средством Тьерри Мишо стал 50-кубовый скутер Peugeot 103, который ему купили, когда ему исполнилось 14 лет. Позже он сам купил себе первый триальный мотоцикл — Yamaha TY. В возрасте 16 лет Мишо принял участие в своём первом триале; тренировался он вместе с братом Фредом. Его кумирами были чемпион мира по триалу 1979 года Берни Шрайбер и известный французский мототриалист Шарль Кутар.
На домашнем этапе 1981 года Мишо дебютировал в Чемпионате мира по моториалу и в том же году подписал контракт с итальянской командой SWM. В сезоне 1982 года Мишо впервые поднялся на подиум. Так получилось, что американский и канадский этап чемпионата накладывались на выпускной экзамен Мишо и после серьёзного спора с родителями он всё-таки выбрал спорт, пропустив экзамен. Тот чемпионат он закончил 5-м и, таким образом, окончательно выбрал профессиональную триальную карьеру. Брат Тьерри Мишо, Фред, также профессионально выступал в триале, но серьёзных успехов не добился.
В 1983 году Мишо выиграл свой первый триал в рамках Чемпионата мира, а также впервые стал чемпионом Франции. В том же году у SWM возникли финансовые проблемы, из-за которых компания была вынуждена объявить о банкротстве (он была возрождена в 2014 году). В 1984 году Мишо подписал контракт с другим итальянским производителем — Fantic, а его брат закончил активную мотоциклетную карьеру и стал майндером (партнёром, страхующим спортсмена от падения). Именно с Fantic Мишо добился наибольшего успеха, завоевав три титула по мототриалу на открытом воздухе (1985, 1986, 1988).
Мишо принимал участие в том числе и в разработке новых триальных мотоциклов компании. В 1990 году Мишо получил тяжёлую травму голеностопного сустава, и это стало началом конца его карьеры. Хотя он выступал ещё несколько лет, результаты выступлений оставляли желать лучшего, и в 1994 году Мишо принял решение завершить карьеру. Последним мотоциклом, на котором он выступал, стал Fantic KRoo. На излёте карьеры Мишо принял участие в Чемпионате мира по триалу в закрытом помещении (1993 год), но значительных успехов не добился.
После Мишо работал тренером при Французской мотоциклетной ассоциации (Fédération française de motocyclisme, FFM). С 2013 года возглавляет триальное направление в Международной мотоциклетной федерации (FIM).
В 2015 года близ коммуны Малосен (Франция) было проведено триальное состязание в честь 30-летия первого мирового титула, завоёванного Тьерри Мишо.

## Результаты выступлений в Чемпионате мира по мототриалу на открытом воздухе
| Год  | Мотоцикл         | 1      | 2      | 3      | 4      | 5      | 6      | 7     | 8      | 9      | 10     | 11     | 12     | Место | Очки |
| ---- | ---------------- | ------ | ------ | ------ | ------ | ------ | ------ | ----- | ------ | ------ | ------ | ------ | ------ | ----- | ---- |
| 1981 | SWM              | ESP    | BEL    | IRL    | GBR    | FRA 21 | ITA 27 | AUT   | USA    | FIN    | SWE    | CZE    | GER    | -     | 0    |
| 1982 | SWM              | ESP    | BEL 12 | GBR 15 | ITA 6  | FRA 4  | GER 10 | AUT 5 | CAN 2  | USA 7  | FIN 9  | SWE 6  | POL 6  | 5     | 48   |
| 1983 | SWM              | ESP 11 | BEL 5  | GBR 4  | IRL 4  | USA 5  | FRA 1  | AUT 3 | ITA 2  | SUI 6  | FIN 3  | SWE 3  | GER 6  | 3     | 95   |
| 1984 | Fantic           | ESP 1  | BEL 2  | GBR 3  | IRL 2  | FRA 3  | GER 2  | USA 1 | CAN 2  | AUT 1  | ITA 2  | FIN 2  | SWE 1  | 2     | 212  |
| 1985 | Fantic           | ESP 1  | BEL 2  | GBR 1  | IRL 1  | FRA 1  | USA 1  | AUT 2 | POL 1  | FIN 1  | SWE 1  | SUI 1  | GER 2  | 1     | 231  |
| 1986 | Fantic           | BEL 2  | GBR 2  | IRL 1  | ESP 3  | FRA 1  | USA 4  | CAN 4 | GER 2  | AUT 4  | ITA 3  | SWE 2  | FIN 1  | 1     | 197  |
| 1987 | Fantic           | ESP 2  | BEL 4  | GBR 3  | IRL 5  | GER 4  | FRA 4  | USA 2 | AUT 4  | ITA 2  | CZE 2  | SUI 5  | SWE 5  | 3     | 168  |
| 1988 | Fantic           | ESP 1  | GBR 2  | IRL 1  | LUX 1  | GER 1  | AUT 4  | FRA 3 | BEL 6  | ITA 2  | SWE 4  | FIN 2  | POL 1  | 1     | 202  |
| 1989 | Fantic           | GBR 4  | IRL 1  | ITA 2  | USA 3  | CAN 2  | FRA 3  | SWI 3 | ESP 2  | AUT 2  | CZE 2  | GER 3  | LUX 3  | 2     | 193  |
| 1990 | Fantic           | IRL    | GBR    | USA    | CAN    | BEL    | GER    | SWE   | FIN    | ESP    | ITA    | POL    | SWI 9  | 22    | 7    |
| 1991 | Aprilia          | LUX 8  | GBR 6  | IRL 6  | BEL 11 | FRA 9  | ESP 6  | POL   | AUT    | ITA 9  | FIN    | SWE    | CZE    | 10    | 57   |
| 1992 | Aprilia          | ESP 13 | BEL 7  | GBR 8  | IRL 10 | FRA 13 | AND 7  | CZE 8 | POL 6  | GER 16 | ITA 12 | CAN 12 | USA 11 | 10    | 70   |
| 1993 | Montesa / Fantic | LUX 13 | BEL 15 | GER    | CZE    | POL    | ITA 14 | FRA 9 | AND 12 | ESP 12 | SWE 15 | FIN 14 | GBR 14 | 13    | 26   |
| 1994 | Fantic           | IRL 15 | GBR 21 | BEL 16 | GER 16 | CZE    | FRA 22 | USA   | ESP 17 | ITA 19 | SWI 20 |        |        | 24    | 1    |

## Результаты выступлений в Чемпионате мира по мототриалу в закрытых помещениях
| Год  | Мотоцикл | 1    | 2    | 3   | 4    | 5   | 6   | 7      | 8       | 9      | 10   | 11  | 12     | 13     | 14   | Место | Очки |
| ---- | -------- | ---- | ---- | --- | ---- | --- | --- | ------ | ------- | ------ | ---- | --- | ------ | ------ | ---- | ----- | ---- |
| 1993 | Montesa  | ESP1 | ESP2 | ITA | ESP3 | AND | FIN | ESP4 2 | FRA1 10 | FRA2 8 | ESP5 | GER | FRA3 7 | FRA4 7 | ESP6 | 10    | 160  |